# Mike Poon
Mike Poon ou Poon Ho Man (chinois : 潘浩文 ; pinyin : pān hàowén ; cantonais Jyutping : pun¹ hou⁶ man⁴), né en 1972 à Hong Kong, est un homme d'affaires Hongkongais, ayant dirigé la compagnie hongkongaise China Aircraft Leasing Group Holdings Limited (zh) (chinois : 中国飞机租赁). Il a été recherché pour prise illégale d’intérêt dans cette entreprise dans son pays. Il a également signé l'accord controversé de privatisation de l'aéroport de Toulouse-Blagnac.

## Biographie
Il étudie à l'Université de Hong Kong.
Il signe le contrat de rachat de 49,9 % des parts de l'aéroport de Toulouse-Blaignac.
Il est le président de La compagnie aérienne ZhongLong Feiji (中龙飞机拆解基地有限公司).
En juin 2015, il disparait. Il est recherché par le gouvernement chinois pour corruption au sein de China Aircraft Leasing Group Holdings Limited (zh),. Il envoie en septembre 2015 une lettre de démission à Symbiose, puis est aperçu à Hong Kong en novembre.
En 2017, le Los Angeles Times rapporte qu'il est en prison pour prise illégale d’intérêts
En avril 2019, le tribunal administratif de Paris annonce l'annulation de la vente de l'aéroport de Toulouse. Cependant, en mai, Mike Poon et le groupe de BTP et concessions autoroutières français, Eiffage, annoncent une négotiation exclusive sur le rachat par ce dernier de la majorité des 49.99 % des parts.
En octobre 2020, sa compagnie achète cinquante Airbus A320neo, il déclare les acheter directement chez le constructeur.